# Георги Абаджиев (офицер)
 Тази статия е за българския генерал.  За българския и македонски писател вижте Георги Абаджиев (писател).  
Георги Киров Абаджиев е опълченец-поборник, български офицер, (генерал-лейтенант). Командир на 12-а пехотна сборна дивизия и началник на Бургаския укрепен пункт през Първата световна война (1915 – 1918).

## Биография
Георги Абаджиев е роден на 22 юли 1859 г. в Ески Заара. Основното и средното си образование (5-о класен курс на „Главното училище“) завършва в родния си град. На 17 юли 1877 г. войските на Сюлейман паша разбиват малкия руско-български отряд при Стара Загора, опожаряват, разграбват града и избива голяма част от мъжете, което принуждава 18-годишния Георги да избяга към Търново. Там научава, че баща му, по-големия му брат и зет му са убити, а майка му и сестра му с невръстното си дете са отвлечени в плен. Решава да се включи в редовете на новосъздадената 7-а дружина на Българското опълчение. Изпратен е за обучение в Ментешлий, където е обучаван от ефрейтор Георги Тодоров. След като завършва обучението си, на 18 август 1877 г. постъпва на военна служба като редник в 1-ва рота от 7-а дружина.
След войната постъпва във Военното училище в София. Завършва в първия випуск през 1879 г. и е произведен в чин подпоручик. На 9 юли 1881 година е повишен в поручик и на 7 септември 1885 г. е зачислен в VI Старозагорска дружина. На 9 септември 1885 г. е повишен в звание капитан и по време на Съединението на България служи като дружинен командир и взема участие в походите към Лясковец и Златарица (24 – 27 ноември). След обявяване на съединението взема участие в походите към османската граница в състава на Ямболския отряд и в периода 8 ноември 1885 – 19 февруари 1886 взема дейно участие в Сръбско-българската война (1885). След войната на 17 април 1887 г. е произведен в чин в майор.
На 2 август 1891 г. е повишен в звание подполковник, на 14 февруари 1900 г. е в полковник. Назначен за командир на 21-ви пехотен средногорски полк. Последователно е командир на 18-и пехотен етърски полк (6 март 1890 – 15 ноември 1894) и на II бригада от VII пехотна Рилска дивизия.

### Балкански войни (1912 – 1913)
По време на Балканската война (1912 – 1913) полковник Абаджиев е командир на 1-ва бригада от 5-а пехотна дунавска дивизия с която взема участие в Лозенградската операция (9 – 11 октомври), като на участва в боевете при с. Ереклер (9 октомври), Лозенград (10 и 12 октомври), Инджеклар-Караагач (15 октомври), с. Токозлий (16 и 17 октомври), Бунархисар (18 – 20 октомври), както и в Чаталджанската операция (4 – 5 ноември) на крайния ляв флаг при езерото Деркос (4 – 7 ноември). Също така участва в боевете при Кадж-боавския проход (22 юни 1913), в завладяването на Княжевец (24 юни), при височината Вукова глава (10 – 12 юли), височините Плава, Църна, Трава и Въртоп (13 – 18 юли). На 14 септември 1913 е произведен в чин генерал-майор и уволнен от армията.

### Първа световна война (1915 – 1918)
В навечерието на Първата световна война (1915 – 1918) се числи към щаба на 7-а пехотна рилска дивизия, на 30 юли 1916 година е назначен за началник на 12-а пехотна сборна дивизия, а на 15 юни 1917 – на Бургаския укрепен пункт.
На 14 май 1937 година е повишен в звание генерал-лейтенант.
Генерал-лейтенант Георги Абаджиев умира на 21 февруари 1940 година в София.

## Семейство
Генерал-лейтенант Георги Абаджиев е женен и има 4 деца. Негов по-малък брат е юристът Стефан Киров. По-късно двамата подпомагат отглеждането на бъдещия поет Кирил Христов, техен племенник, останал от малък сирак.

## Военни звания
- Прапоршчик (10 май 1879)
- Подпоручик (1 ноември 1879, преименуван)
- Поручик (9 юли 1881)
- Капитан (9 септември 1885)
- Майор (17 април 1887)
- Подполковник (2 август 1894)
- Полковник (14 февруари 1900)
- Генерал-майор (14 септември 1913)
- Генерал-лейтенант (14 май 1937)

## Награди
- Княжеский орден „Св. Александър“ V ст. (1888)
- Знак „За 10 години отлична служба“ (1889)
- Княжеский орден „Св. Александър“ IV ст. (1891)
- Знак „За 20 години отлична служба“ (1900)
- Народен орден „За заслуга“ на обикновена лента (1901)
- Народен орден „За военна заслуга“ III ст.н (1905)
- Възпоменателен кръст „За независимостта на България 1908 година“ (1909)
- Военен орден „За храброст“ III ст., 2 кл. (1913)
- Княжеский орден „Св. Александър“ III степен с мечове
- Народен орден „За военна заслуга“ II ст.

### Чуждестранни
- Орден „Лъв и слънце“, Персия (1901)
- Медал „За бойни заслуги“, Османска Империя (11 май 1917)[3]
- Орден „Железен кръст“ II клас, Германия
- Орден „Железен полумесец“, Османска империя
- Орден „Сребърен лиакат“, Османска империя
- „Кръст за военна заслуга“ 2 кл., Австро-Унгария

## Съчинения
- Действията на I бригада от 5 п. Дунавска дивизия във войните през 1912 – 1913, София 1925, 111 с.
- Спомени от Освободителната война в 1877 – 1878, [София 1925], 35 с. (Приложение на списание "Подофицерски журнал, г. 1)
- 12 пехотна дивизия през Общоевропейската война през 1915 – 1918 г.